# دلایل الخیرات

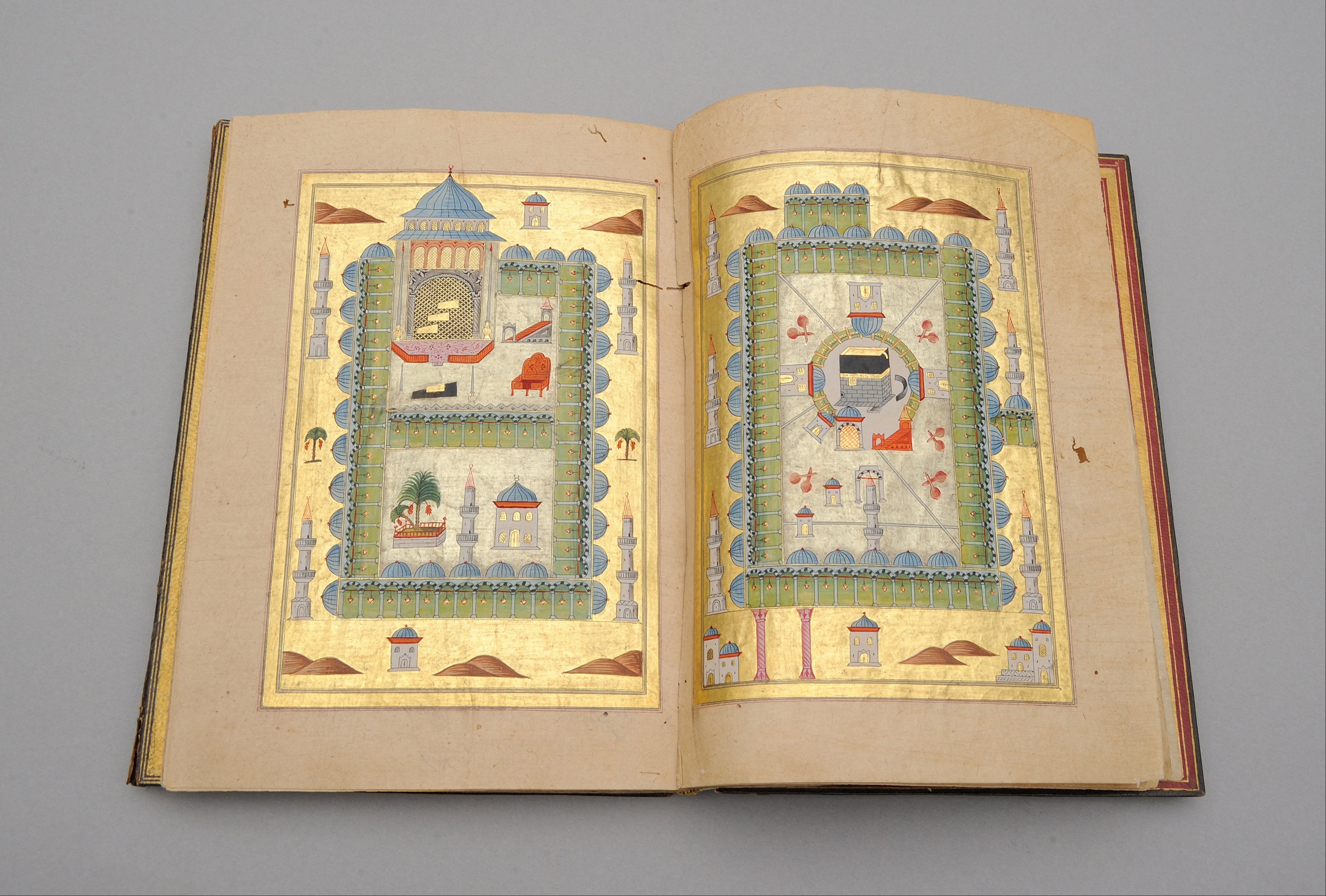
کتاب دلایل الخیرات

کتاب دلایل الخیرات که نام کامل آن «دلایل الخیرات و شوارق الانوار فی ذکر الصلاة علی النبی المختار» است، نوشته محمد جزولی، شامل مجموعه ادعیه و صلوات بر پیامبر اکرم، توصیف ضریح حضرت و دو قصیده، یکی قَصیدةُ البُردَةُ الشَّریفَة (ص ۲۳۴) و دیگری قَصیدَةُ المُنفَرجَة (ص ۲۵۲)، در حمد و ستایش خداوند و نعت و ثنای رسول اکرم. مؤلف در مقدمه کتاب (ص ۱۸)، غرض از تصنیف آن را ثنای رسول اکرم و بیان فضائل آن حضرت ذکر کرده و برای کسب رضای خدا و محبت رسول اکرم آن را دلایل الخیرات نامیده‌است. حاجی‌خلیفه (ج ۱، ستون ۷۵۹) این کتاب را نشانی از نشانه‌های خدا در بزرگداشت نبی‌اکرم می‌داند که آن را در شرق و غرب، به‌ویژه در سرزمین روم (قلمرو عثمانی)، می‌خوانند. در سال ۱۸۸۷ میلادی ودر پی حمایت محمد توفیق باشا پادشاه مصر از امیر عبدالرحمن خان پادشاه وقت افغانستان (از خاندان بارکزی)، یک نسخه از این کتاب که به نشانه دوستی و اتحاد اسلامی بین دو کشور (و در واقع نفوذ در قاره آسیا به بهانه هم مذهب بودن)، به تلاش قاضی عبدالکریم و قاضی علی هادی (دونفر ازدرباریان مسلط به چند زبان) به زبان عربی با حاشیه فارسی دری چاپ گردیده که تنها نسخه چاپ شده این کتاب در دنیا در سال۱۳۰۵ قمری می‌باشد وتوسط چاپخانه سلطنتی مصر به سفارش شخص پادشاه به صورت سیاه و سفید به چاپ رسیده بود، توسط سفیر مصر در افغانستان به امیر عبدالرحمن خان اهدا گردید. پس از مرگ شاه، این نسخه از کتاب در ارگ شاهی نگهداری می‌شد (تنها نسخه کلکسیونی از این کتاب)، که در جریان درگیریهای سال ۱۹۲۹ و پس از تصرف ارگ شاهی توسط نیروهای امیر حبیب‌الله کلگانی، به همراه تعداد قابل توجهی کتاب و اشیاء ارزنده دیگر مفقود گردید.